# Wilbert Neugebauer
Wilbert Neugebauer (* 25. September 1924 in Reichenberg, Tschechoslowakei; † 2. Mai 2015) war ein deutscher Zoologe. Er war von 1971 bis 1989 Direktor der Staatlichen Anlagen und Gärten Stuttgart, zu denen auch die Wilhelma gehört.

## Werdegang
Wilbert Neugebauer studierte Zoologie, Botanik, Chemie und Geografie von 1949 bis 1956 an der Universität Stuttgart. Im Jahr 1961 promovierte er mit einer physiologischen Arbeit. Bereits seit 1955 arbeitete er, zunächst als Assistent, dann als ständiger Vertreter des Direktors Albert Schöchle, in der Wilhelma. Dabei kümmerte er sich vor allem um die zoologische Abteilung. Wilbert Neugebauer war federführend für die Konzeption und den Bau des damals weltweit einzigartigen Wilhelma-Aquariums verantwortlich, das 1967 eröffnet wurde. 1970 übernahm Neugebauer die Wilhelmadirektion. Um diese Chance zu erhalten, lehnte er mehrere Jahre zuvor das Angebot ab, die Direktion im Zoologischen Garten Wuppertal zu übernehmen. Ein Jahr später wurde er auch zum Direktor der Staatlichen Anlagen und Gärten Stuttgart berufen. Unter seiner Leitung entstanden in der Wilhelma zahlreiche Neubauten: Häuser für Menschenaffen und Niedere Affen, ein Südamerikageimeinschaftsgehege, Volieren für Eulen und Greifvögel, eine Anlage für Afrikanische Huftiere, die Subtropenterrassen und das Jungtieraufzuchthaus. Die Wilhelma leitete Wilbert Neugebauer bis 1989. Er war für die Planung der Anlage für Bären- und Klettertiere zuständig, konnte diese im Amt jedoch nicht mehr eröffnen.
Wilbert Neugebauer war als Hochschullehrer an der Universität Stuttgart tätig. Er gründete das Europäische Zuchtprogramm (EEP) und den Europäischen Zooverband (EAZA) mit.

## Ehrungen
1989 erhielt Wilbert Neugebauer das Große Verdienstkreuz der Bundesrepublik Deutschland.